# 家堂五神

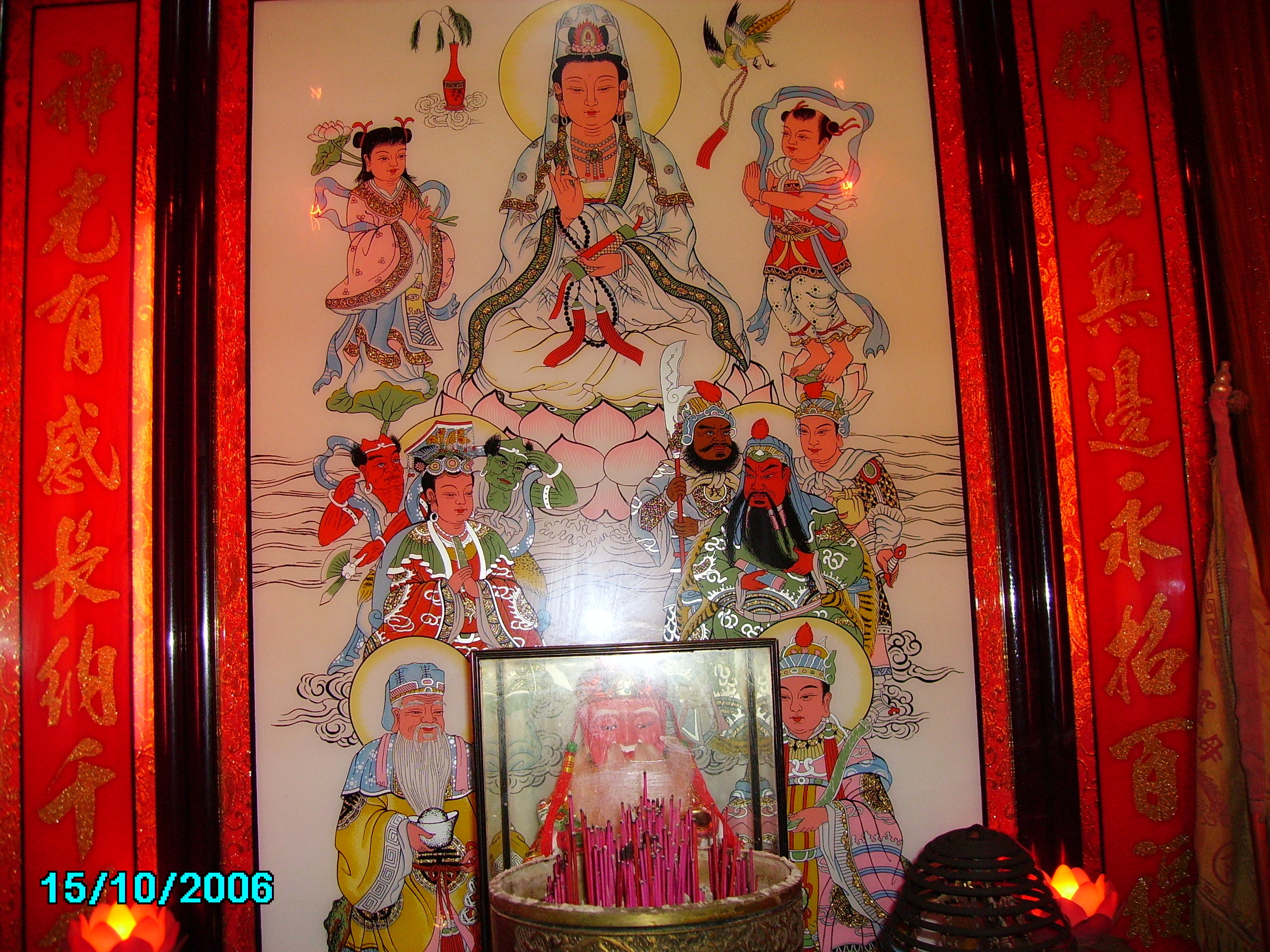
傳統神明彩上描繪的家堂五神

家堂五神，閩南與臺灣地區普遍崇奉的五位家堂神，有觀世音菩薩、天上聖母、關聖帝君（或玄天上帝）、福德正神、司命灶君。一般繪製於家中神桌之觀音彩上，供民家晨昏膜拜。